# La Grigonnais
La Grigonnais est une commune de l'Ouest de la France, située dans le département de la Loire-Atlantique, en région Pays de la Loire.

## Géographie

Situation de la commune de la Grigonnais dans le département de la Loire-Atlantique.

La commune est située à proximité de la voie express Nantes-Rennes, à 45 km au nord de Nantes et à 9 km au nord-est de Blain, non loin de la forêt domaniale du Gâvre.
Selon le classement établi par l'Insee en 1999, La Grigonnais était une commune rurale non polarisée (cf. Liste des communes de la Loire-Atlantique).
Elle fait partie du Pays de Châteaubriant.
| Vay   |                 | Nozay  |
|       | La Grigonnais   | Puceul |
| Blain | La Chevallerais |        |

### Climat
Pour des articles plus généraux, voir Climat des Pays de la Loire et Climat de la Loire-Atlantique.
En 2010, le climat de la commune est de type climat océanique franc, selon une étude du CNRS s'appuyant sur une série de données couvrant la période 1971-2000. En 2020, Météo-France publie une typologie des climats de la France métropolitaine dans laquelle la commune est exposée à un climat océanique et est dans la région climatique  Bretagne orientale et méridionale, Pays nantais, Vendée, caractérisée par une faible pluviométrie en été et une bonne insolation. 
Pour la période 1971-2000, la température annuelle moyenne est de 11,8 °C, avec une amplitude thermique annuelle de 13,3 °C. Le cumul annuel moyen de précipitations est de 760 mm, avec 12,3 jours de précipitations en janvier et 6,2 jours en juillet. Pour la période 1991-2020, la température moyenne annuelle observée sur la station météorologique de Météo-France la plus proche, sur la commune de Blain à 9 km à vol d'oiseau, est de 12,1 °C et le cumul annuel moyen de précipitations est de 837,6 mm,. Pour l'avenir, les paramètres climatiques de la commune estimés pour 2050 selon différents scénarios d'émission de gaz à effet de serre sont consultables sur un site dédié publié par Météo-France en novembre 2022.

## Urbanisme

### Typologie
Au 1er janvier 2024, La Grigonnais est catégorisée bourg rural, selon la nouvelle grille communale de densité à sept niveaux définie par l'Insee en 2022.
Elle est située hors unité urbaine. Par ailleurs la commune fait partie de l'aire d'attraction de Nantes, dont elle est une commune de la couronne,. Cette aire, qui regroupe 116 communes, est catégorisée dans les aires de 700 000 habitants ou plus (hors Paris),.

### Occupation des sols
L'occupation des sols de la commune, telle qu'elle ressort de la base de données européenne d’occupation biophysique des sols Corine Land Cover (CLC), est marquée par l'importance des territoires agricoles (96,7 % en 2018), une proportion identique à celle de 1990 (96,7 %). La répartition détaillée en 2018 est la suivante : 
terres arables (46,6 %), zones agricoles hétérogènes (35,4 %), prairies (13,6 %), zones urbanisées (3,3 %), cultures permanentes (1,2 %). L'évolution de l’occupation des sols de la commune et de ses infrastructures peut être observée sur les différentes représentations cartographiques du territoire : la carte de Cassini (XVIIIe siècle), la carte d'état-major (1820-1866) et les cartes ou photos aériennes de l'IGN pour la période actuelle (1950 à aujourd'hui).

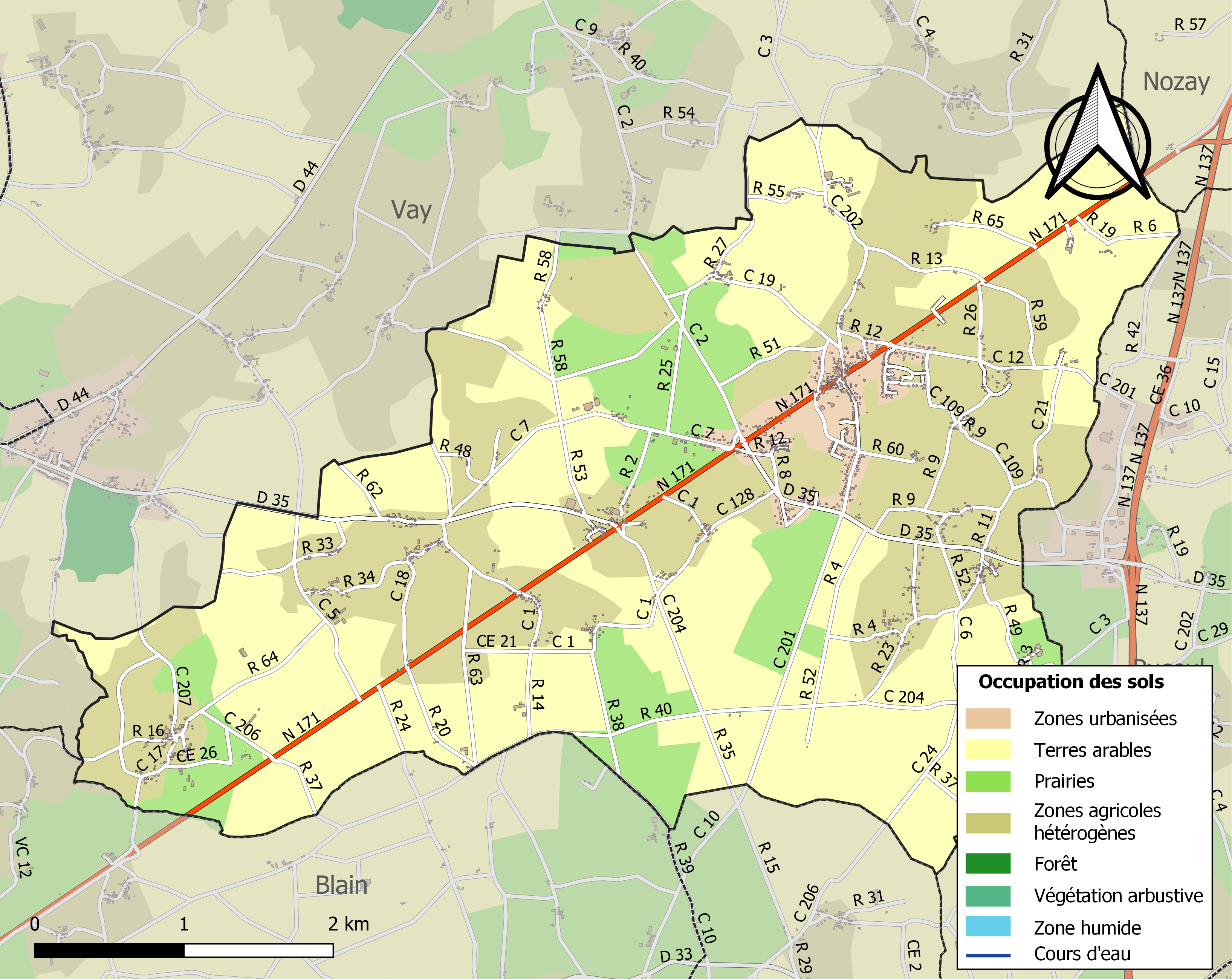
Carte des infrastructures et de l'occupation des sols de la commune en 2018 (CLC).

## Toponymie
La Grigonnais possède un nom en gallo, la langue d'oïl locale, écrit La Grigonae selon l'écriture ABCD, ou La Grigonaï ou La Grigon·nâ selon l'écriture MOGA, deux graphies qui correspondent aux deux prononciations relevées : [lagʁigɔnaɪ] ou [lagʁigɔ̃nɑ]. La forme La Gourgonae, plus rare, a été également collectée localement et se prononce [lagurgɔnɑ].
La forme bretonne actuelle proposée par l'Office public de la langue bretonne est  Kerrigon

## Histoire
La Grigonnais faisait partie d'un village primitif datant de l’époque gallo-romaine appelé « Martiac », qui regroupait les actuelles communes de La Grigonnais, Vay et Marsac-sur-Don. La paroisse de Vay qui y fut créée se trouvait dans le royaume de Bretagne puis dans le duché de Bretagne jusqu’à la perte de l'indépendance bretonne et de l'union du duché au royaume de France le 13 août 1532. La Grigonnais est une commune jeune car elle a obtenu son autonomie le 1er janvier 1959 alors qu'elle était rattachée à la commune de Vay, et possède actuellement un tiers du territoire de l'ancienne commune de Vay.[réf. nécessaire]

## Politique et administration
| Période                                  | Période   | Identité       | Étiquette     | Qualité              |
| ---------------------------------------- | --------- | -------------- | ------------- | -------------------- |
| mars 1977                                |           | Alain Chiron   |               | Exploitant forestier |
| mars 2001                                | mars 2014 | François Favry |               |                      |
| mars 2014                                | 2020      | Monique Jamin  | Divers gauche |                      |
| 2020                                     | En cours  | Gwenaël Crahes |               |                      |
| Les données manquantes sont à compléter. |           |                |               |                      |

## Population et société

### Démographie
Les éléments démographiques concernant La Grigonnais se limitent à la période couvrant son existence officielle depuis 1958.

#### Évolution démographique
La commune est créée en 1958 par démembrement partiel de Vay.
L'évolution du nombre d'habitants est connue à travers les recensements de la population effectués dans la commune depuis 1962. Pour les communes de moins de 10 000 habitants, une enquête de recensement portant sur toute la population est réalisée tous les cinq ans, les populations de référence des années intermédiaires étant quant à elles estimées par interpolation ou extrapolation. Pour la commune, le premier recensement exhaustif entrant dans le cadre du nouveau dispositif a été réalisé en 2004.

En 2022, la commune comptait 1 815 habitants, en évolution de +9,54 % par rapport à 2016 (Loire-Atlantique : +6,68 %, France hors Mayotte : +2,11 %).
| 1962 | 1968 | 1975 | 1982 | 1990  | 1999  | 2004  | 2006  | 2009  |
| ---- | ---- | ---- | ---- | ----- | ----- | ----- | ----- | ----- |
| 786  | 780  | 806  | 931  | 1 016 | 1 101 | 1 275 | 1 347 | 1 507 |

| 2014  | 2019  | 2022  | - | - | - | - | - | - |
| ----- | ----- | ----- | - | - | - | - | - | - |
| 1 629 | 1 711 | 1 815 | - | - | - | - | - | - |

#### Pyramide des âges
La population de la commune est relativement jeune.
En 2018, le taux de personnes d'un âge inférieur à 30 ans s'élève à 40,2 %, soit au-dessus de la moyenne départementale (37,3 %). À l'inverse, le taux de personnes d'âge supérieur à 60 ans est de 16,3 % la même année, alors qu'il est de 23,8 % au niveau départemental.
En 2018, la commune comptait 867 hommes pour 826 femmes, soit un taux de 51,21 % d'hommes, largement supérieur au taux départemental (48,58 %).
Les pyramides des âges de la commune et du département s'établissent comme suit.
| Hommes | Classe d’âge | Femmes |
| ------ | ------------ | ------ |
| 0,3    | 90 ou +      | 1,2    |
| 3,1    | 75-89 ans    | 3,5    |
| 11,9   | 60-74 ans    | 12,7   |
| 19,4   | 45-59 ans    | 16,6   |
| 24,8   | 30-44 ans    | 26,0   |
| 15,1   | 15-29 ans    | 14,4   |
| 25,5   | 0-14 ans     | 25,6   |

| Hommes | Classe d’âge | Femmes |
| ------ | ------------ | ------ |
| 0,6    | 90 ou +      | 1,8    |
| 6      | 75-89 ans    | 8,6    |
| 15,1   | 60-74 ans    | 16,4   |
| 19,4   | 45-59 ans    | 18,8   |
| 20,1   | 30-44 ans    | 19,3   |
| 19,2   | 15-29 ans    | 17,4   |
| 19,5   | 0-14 ans     | 17,6   |

## Personnalités liées à la commune
- Bienheureux Jean-Baptiste Malo (1899-1954), né à La Grigonnais, missionnaire en Chine et au Laos, martyr, béatifié en 2016.